# Альфео Брандімарте
Альфео Марія Брандімарте (італ. Alfeo Maria  Brandimarte, 31 січня 1906, Лорето - 3 червня 1944, Рим) — італійський морський офіцер та інженер, один з авторів першого італійського серійного радара EC3/ter «Gufo». Учасник Руху опору, нагороджений посмертно Золотою медаллю «За військову доблесть».

## Біографія
Альфео Брандімарте народився 23 січня 1906 рок у місті Лорето (провінція Анкона). У 1928 році закінчив Туринський політехнічний університет за спеціальністю індустріальна механіка, спеціалізація електротехніка. У 1929 році вступив на курси підготовки офіцерів резерву у Піхотній школі в Монкальєрі, які закінчив того ж року у званні молодшого лейтенанта. У 1930 році перевівся на службу у флоті. Отримав звання лейтенанта і був призначений на службу у Корпус морських озброєнь. У 1933 році отримав звання капітана.
У 1935 році очолив кафедру електроніки у Військово-морській академії в Ліворно. Того ж року він був скерований у Сомалі як керівник військових телекомунікаційних служб. У 1937 році він був переведений в Аддис-Абебу, тільки-но завойовану італійцями, щоб відновити роботу радіостанції.
Після повернення в Італію був призначений заступником директора Електротехнічного інституту у Військово-морській академії. У 1940 році отримав звання майора. У червні того ж року він був у складі комісії, направленої до Німеччини для оцінки німецьких прототипів радіолокаційного обладнання. Він також був членом Королівського військово-морського електротехнічного та комунікаційного інституту (RIEC) і, разом із професорами Уго Тіберіо та Нелло Каррара, одним із головних учасників розробки першого робочого італійського військово-морського радара  EC3/ter «Gufo». У вересні 1941 року він залишив службу і обійняв посаду генерального директора цивільної компанії, яка працювала у військовій промисловості..
Після капітуляції Італії 8 вересня 1943 року Альфео Брандімарте брав участь в діяльності Таємного військового фронту (італ. Fronte militare clandestino), що боровся проти німецьких окупантів у Римі, де він відповідав за встановлення радіозв’язку. Також працював на користь Таємної інформаційної служби військово-морського флоту (італ. Servizio informazioni clandestino), яка діяла в столиці.
Зраджений, він був схоплений СС 23 травня 1944 року і ув'язнений у в'язниці на Віа Тассо, де перебував у камері № 3.
Увечері 3 червня 1944 року, коли війська союзників збиралися увійти в Рим, німці повантажили його на вантажівку разом з іншими тринадцятьма в’язнями, включаючи генерала П"єтро Доді та колишнього депутата-соціаліста Бруно Буоцці, у колоні, яка прямувала на північ Віа Кассія. Наступного ранку в'язнів розстріляли біля села Ла-Сторта поблизу Риму.
15 лютого 1945 року посмертно нагороджений Золотою медаллю «За бойову доблесть».

## Нагороди
- Золота медаль «За військову доблесть»
- Хрест «За військові заслуги»
- Кавалер Ордена Корони Італії
- Кавалер Колоніального ордена Зірки Італії